# Korrespondenzproblem (Psychologie)
Das Korrespondenzproblem kommt aus der Wissenschaftstheorie und behandelt die Frage, inwieweit in einer Untersuchung mit den eingesetzten Indikatoren genau das theoretische Konstrukt erfasst werden kann, das in der entsprechenden Theorie gemeint war. Es werden die Fragen untersucht, was Korrespondenzregeln sind, welchen Status sie haben (Definitionen, logische Ableitungen, empirische Hypothesen) und wie sicherzustellen ist, dass bestimmte Indikatoren zu bestimmten theoretischen Konstrukten gehören.

## Nähere Beschreibung
Da sich der Begriff aus dem Aufbau und der Struktur einer bestimmten Theorie ergibt und in diese verflochten ist, hängt die Bewältigung des Problems in der Praxis im Wesentlichen von der präzisen Definition und der Güte der Operationalisierung des Begriffs ab. In der Methodologie der empirischen Sozialforschung beschäftigt man sich mit diesem Problem zum Teil im Gütekriterium Validität, speziell in der Frage „Inwieweit misst das Testinstrument das, was es messen soll?“. Mit dem anderen Teil, der Theoriebildung und Begriffskonstruktion, beschäftigt sich die Wissenschaftstheorie (Verhältnis von Theorie zu Realität) und Sprachphilosophie (Verhältnis von Sprache zu Realität).
Vom Korrespondenzproblem abzugrenzen ist das sogenannte Basissatzproblem, bei dem nicht die Korrespondenz zwischen theoriegebundenem Begriff und Erhebungskennzahlen betrachtet wird, sondern inwieweit Beobachtungen mit der Realität übereinstimmen.
Beiden Problemen gemeinsam ist die Frage nach dem Verhältnis von Realität und Theorie, wie sie etwa Lakatos aufwirft. Er nutzt das Korrespondenzproblem als Ausgangspunkt für seine wissenschaftstheoretischen Überlegungen zu den Forschungsprogrammen.

## Beispiel
Ein Forscher stellt die Hypothese auf, dass gebildete Menschen eine größere Lebenszufriedenheit haben, als ungebildete. Hierfür wird das Konstrukt „Lebenszufriedenheit“ einer Theorie entnommen, operationalisiert und ein Testinstrument in Form eines Fragebogens erstellt. In einer Untersuchung wird die Lebenszufriedenheit mit diesem Fragebogen erfasst und die Probanden werden nach ihrer Schulbildung gruppiert. Die Ergebnisse zeigen, dass es keinen statistischen Zusammenhang zwischen Schulbildung und Lebenszufriedenheit gibt. Der Forscher kann sich nun fragen, ob es wirklich keinen kausalen Zusammenhang gibt oder ob er vielleicht falsche oder Indikatoren mit geringer Güte für Lebenszufriedenheit und Bildung verwendet hat. Die Überprüfung dieser Frage enthält die Beschäftigung mit dem Korrespondenzproblem.